# Ephemera transbajkalica
Ephemera transbajkalica is een haft uit de familie Ephemeridae. De wetenschappelijke naam van de soort is voor het eerst geldig gepubliceerd in 1973 door Tshernova.
De soort komt voor in het Palearctisch gebied.